# スリラー・ジャケット
スリラー・ジャケット（Thriller jacket）とは、マイケル・ジャクソンの1983年の楽曲『スリラー』のミュージック・ビデオにおいてマイケル・ジャクソンが着用していた赤いジャケットのことである。
キャンディアップルレッドの地に黒のストライプ、多くのファスナー、"M"のロゴ、スタートレック風の角張ったリジッドショルダーが特徴的だった。このジャケットは当時広く模倣され、1980年代半ばに流行した最もホットなアウターウェアとなった。ジャケットの偽造品が500ドル以上で販売されたこともあったため、1984年にジャクソンはニューヨーク市でジャケットやその他の商品の不正コピーを防ぐための訴訟を起こした。
2011年6月27日、スリラー・ジャケットの実物がジュリアンズ・オークションに出品され、180万ドルで落札された。購入者のミルトン・ヴェレットは、このジャケットを「ロックンロールの史上最高の記念品」と評した。ジャケットの収益は、2006年にジャクソンがネバーランドを去った際に飼われていたベンガルトラの収容先となったシャンバラ・アニマル・キングダムに寄付された。

## デザイン
スリラー・ジャケットは、スリラーのミュージックビデオを監督したジョン・ランディスの妻、デボラ・ナドルマン・ランディスによってデザインされた。コスチュームデザイナーである彼女は『レイダース/失われたアーク《聖櫃》』におけるインディ・ジョーンズのジャケットなどもデザインしていた。この赤いジャケットは、V字型の黒いストライプ、珍しいスタイルの前のボタン、腕の上から突き出た角張ったリジッドショルダーが特徴的だった。ランディスは、ジャクソンがより「男らしく」(virility)見えるようにこのジャケットを特別にデザインしたと述べている。
クリスティーン・グレッドヒルは著書『スターダム: 欲望の産業』（1991年）の中で、『スリラー』におけるジャクソンの全体的なスタイルについて次のように論じている。「『スリラー』では、マイケルの衣装とその様式的特徴（濡れた髪型、アンクルカットのジーンズ、ジャケットに刺繍された「M」の文字）が、このような役割のメタテクスト的な重ね合わせを補強している。男性主人公としてのマイケルがボーイフレンドでありスターでもあるとすれば、「ロマンス」という方程式の中の彼の女性の相手はガールフレンドであり、メタテクスト的なレベルではファンでもある。」
ファッションデザイナーのザルディは、ジャクソンの死により中止になったコンサート「THIS IS IT」において、このジャケットを再デザインした。肩には血を模したデザインが施され、内側にはジャクソンがビデオの中で変身する猫のような獣の姿を模したスタンプが押されている。

## 大衆への受容
このジャケットは広く模倣され、1980年代半ばの最もホットなアウターウェアの流行となった。現在ではクリス・ブラウンやカニエ・ウェストなどの有名人が、模倣したデザインのジャケットを着用していることもある。 また、多くの人が欲しがったジャケットの一つであり、1980年代のティーン・クールの縮図でもある。『スリラー』のビデオで着用していたジャケットは、ペプシコーラのCMやThe Making of Michael Jackson's Thrillerのダンス・リハーサルのシーンで着用していた白黒のレザー・ジャケットとともに、彼のベストセラー・ジャケットの一つである。高価な偽造品が大量生産されて500ドル以上で販売され、本物を手に入れたと勘違いする人も多く出た。1984年にジャクソンは、ジャケットやその他の商品の無断コピーを防ぐためにニューヨーク市で訴訟を起こした。

## 『ネバーランドにさよならを』
ドキュメンタリー『ネバーランドにさよならを』の最後には、告発者のウェイド・ロブソンが焚き火の前に立ち、ジャクソンのスリラー・ジャケットをはじめとする様々な記念品を燃やす姿が映し出された。燃やされたのは本物のスリラー・ジャケットではないとも言われたが、ロブソンと監督のダン・リードはあれは本物だと何度も反論した。
2011年にロブソンは、『スリラー』でジャクソンが着用したスパンコールの手袋1点とジャケット1点をジュリアンズ・オークションにそれぞれ3万1250ドルと4万9920ドルで出品した。金銭的な利益を得るためにドキュメンタリーに出演してジャクソンを告発したのだというロブソンへの批判に対応して、オークションハウスはツイッターで出品を確認した。
なお、『スリラー』の撮影でジャクソンが着用したジャケットは2着あり、もう1着はオハイオ州クリーブランドのロックの殿堂で展示されている。